# رجینا هال
 رجینا هال (انگلیسی: Regina Hall؛ زادهٔ ۱۲ دسامبر ۱۹۷۰) هنرپیشه اهل ایالات متحده آمریکا است. وی از سال ۱۹۹۲ میلادی تاکنون مشغول فعالیت بوده است.
از فیلم‌هایی که وی در آن نقش داشته است می‌توان به فیلم ترسناک، تحت‌تعقیب‌ترین‌های مالیبو، دانیکا و شهروند مطیع قانون اشاره کرد.
همچنین او یکی از سه مجری مراسم نود و چهارمین دوره جوایز اسکار بود.